# Propylenglycol-1-phenylether
Propylenglycol-1-phenylether ist eine chirale chemische Verbindung aus der Gruppe der Glycolether. Die Verbindung ist eine gelbliche, hydrophobe Flüssigkeit. Wenn in diesem Artikel oder in der wissenschaftlichen Literatur von Propylenglycol-1-phenylether ohne Präfix die Rede ist, meint man das 1:1-Gemisch (Racemat) aus (R)-Propylenglycol-1-phenylether und (S)-Propylenglycol-1-phenylether.

## Gewinnung und Darstellung
Propylenglycol-1-phenylether wird durch Reaktion von Propylenoxid und Phenol gewonnen.

## Verwendung
Propylenglycol-1-phenylether wird als Lösungsmittel und Anstrichmittel (coalescing agent) verwendet.